# Dimităr Makriev
Dimităr Ivanov Makriev (in bulgaro Димитър Иванов Макриев?; Goce Delčev, 7 gennaio 1984) è un ex calciatore bulgaro, di ruolo attaccante.

## Carriera

### Club
Ha giocato con varie squadre di club, e, per un breve periodo, è stato all'Inter.

### Nazionale
Dal 2009 ha ottenuto qualche presenza con la nazionale bulgara, con la quale è andato anche a segno contro Cipro.